# Titia Buning-Brongers
Titia (Titia Alida Alberta) Brongers (Emmen, 21 november 1904 - Amsterdam, 28 oktober 1961) was een Nederlandse aquarellist. Zij was getrouwd met de Amsterdamse kunstschilder Johan Buning.

## Buning Brongers Stichting
Na het overlijden van Titia Buning-Brongers richtte haar weduwnaar, tezamen met zijn schoonzuster Jeannette Brongers (1903-1992), een stichting op met het doel jaarlijks een aanmoedigingsprijs toe te kennen aan een jonge Nederlandse kunstschilder. Deze stichting kreeg de naam Titia Buning-Brongers Stichting. 
Na enkele naamwisselingen heet de stichting sinds 1992 de Buning Brongers Stichting en worden de prijzen uitgereikt uit de nalatenschap van Johan Buning, Titia Brongers en haar zuster Jeannette Brongers. De Buning Brongers Prijs wordt tweejaarlijks uitgereikt.

## Werk
Titia Buning-Brongers liet bij haar overlijden een collectie aquarellen na, die in 1990 door haar zuster Jeannette Brongers werd geschonken aan het Museum Henriette Polak in Zutphen.